# Almir Šmigalović
Almir Šmigalović (* 6. května 1990) je bosenský fotbalový útočník, momentálně působící v lucemburském klubu FC Etzella Ettelbrück.